# 성대

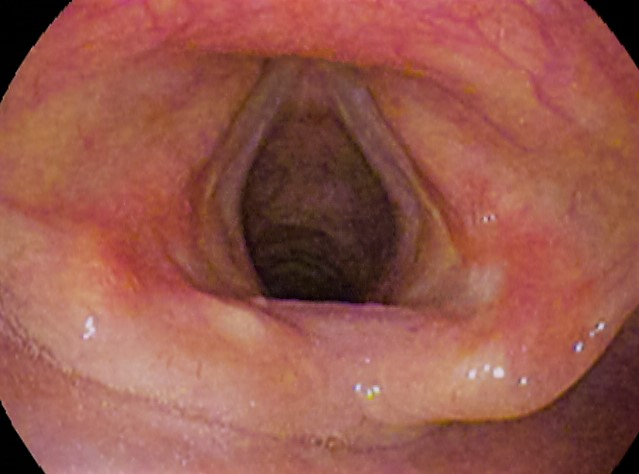
성대 주름 (열린 상태)

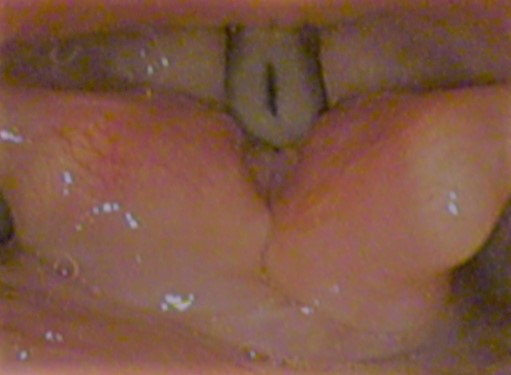
성대 주름 (말하는 상태)

사람의 성대는 발성을 통해 소리를 만드는 데 핵심적인 역할을 하는 목 조직의 주름이다. 성대의 길이는 바이올린 현처럼 목소리의 음높이에 영향을 미친다. 숨을 쉴 때는 열리고 말하기나 가창 시에는 진동하는 성대 주름은 미주신경의 되돌이후두가지에 의해 조절된다. 성대 주름은 후두를 가로질러 앞뒤로 뻗어 있는 한 쌍의 점막 함입부로 구성되어 있다. 이는 음성을 낼 때 폐에서 배출되는 공기의 흐름을 조절하며 진동한다.
'진성대'는 '가성대'와 구별되는데, 가성대는 전정 주름 또는 심실 주름이라고도 불리며, 더 섬세한 진성대보다 약간 위에 위치한다. 이는 정상적인 발성에는 최소한의 역할을 하지만, 깊고 울림이 있는 소리, 비명, 으르렁거리는 소리를 낼 수 있다.
성대 주름의 길이는 태어날 때 약 6~8밀리미터이며, 사춘기가 되면 성인 길이인 8~16밀리미터로 자란다. 정소에서 분비되는 테스토스테론의 안드로겐 대사 산물인 DHT는 사춘기 소년의 사춘기와 같이 충분히 높은 농도로 존재할 때 후두의 연골과 근육에 변화를 일으킨다. 갑상연골 돌출이 나타나고, 성대 주름이 길어지고 둥글어지며, 고유판에 세 가지 뚜렷한 층이 형성되면서 상피가 두꺼워진다. 이러한 변화는 연골후두성형술, 여성화후두성형술 및 성대 레이저 조율과 같은 재건 수술을 통해서만 부분적으로 되돌릴 수 있다.

## 구조

### 위치
성대 주름은 기관 (기도) 상단에 위치한 후두 내에 있다. 뒤쪽으로는 모뿔연골에, 앞쪽으로는 브로일스 인대를 통해 방패연골에 연결되어 있다. 이는 성문 (몸)의 일부이다. 바깥쪽 가장자리는 후두의 근육에 부착되어 있으며, 안쪽 가장자리는 성문틈새라는 구멍을 형성한다. 성대 주름은 상피 조직으로 구성되어 있지만, 그 안에는 몇 가닥의 근섬유, 즉 방패연골에 가까운 인대의 앞부분을 조여주는 성대근이 있다. 성대 주름은 납작한 삼각형 모양의 띠이며 진주색을 띠는 흰색이다. 성문 (몸)의 양쪽 위에는 두 개의 전정 주름 또는 가성대가 있으며, 그 사이에는 작은 주머니가 있다.

### 가성대
성대 주름은 때때로 전정 주름 또는 심실 주름이라고 불리는 '가성대'와 구별하기 위해 '진성대'라고 불린다. 이들은 점막의 두꺼운 주름 한 쌍으로, 더 섬세한 진성대를 보호하고 약간 위에 위치한다. 이들은 정상적인 발성에는 최소한의 역할을 하지만, 티베트 찬트와 투바 목소리 노래에서 깊고 울림이 있는 소리를 내는 데 자주 사용되며, 또한 음악적 스크리밍과 그로울링 보컬 스타일에서도 사용된다.

### 미세 해부학
성대는 케라틴을 생성하지 않는 납작한 세포의 바깥층(편평상피)을 포함한 세 가지 뚜렷한 조직의 이중 함입으로 구성된다. 이 아래에는 겔 같은 층인 고유판의 표층이 있는데, 이 층은 성대가 진동하여 소리를 내도록 한다. 성대근과 방패모뿔근은 가장 깊은 부분을 이룬다. 이 성대는 점막으로 덮여 있으며, 후두를 가로질러 뒤에서 앞으로 수평으로 뻗어 있다.

### 변이
남성과 여성은 성대의 크기가 다르다. 성인 남성의 음성은 성대가 더 길고 두껍기 때문에 일반적으로 음높이가 낮다. 남성의 성대는 길이가 1.75cm에서 2.5cm(약 0.75인치에서 1.0인치) 사이이고, 여성의 성대는 길이가 1.25cm에서 1.75cm(약 0.5인치에서 0.75인치) 사이이다. 어린이의 성대는 성인 남성과 여성의 성대보다 훨씬 짧다. 남성과 여성의 성대 길이와 두께의 차이는 음높이의 차이를 유발한다. 또한 유전적 요인으로 인해 같은 성별 내에서도 변이가 발생하며, 남성과 여성의 목소리는 음성 유형으로 분류된다.

## 발달

### 신생아
신생아는 성대 인대가 없는 느슨한 단일층의 고유판을 가지고 있다. 단일층 고유판은 히알루론산과 피브로넥틴과 같은 기질 물질, 섬유모세포, 탄력 섬유, 교원 섬유로 구성된다. 섬유 구성 요소는 드물어서 고유판 구조가 느슨하지만, 히알루론산(HA) 함량은 높다.
HA는 크고 음전하를 띠는 글리코사미노글리칸으로, 물에 대한 강한 친화력으로 인해 히알루론산은 성대 생체역학에 필수적인 점탄성 및 충격 흡수 특성을 갖게 된다. 점성과 탄성은 음성 생성에 매우 중요하다. 챈, 그레이, 타이츠는 히알루론산이 있는 조직과 없는 조직의 특성을 비교하여 성대 점성 및 탄성에 미치는 히알루론산의 영향을 정량화했다. 그 결과 히알루론산을 제거하면 성대 경직도가 평균 35% 감소했지만, 1Hz 이상의 주파수에서 동적 점성은 평균 70% 증가했다. 신생아는 생후 3개월 동안 하루 평균 6.7시간, 지속적인 음높이 400~600Hz로 울며, 하루 평균 지속 시간은 2시간인 것으로 나타났다. 성인 성대에 동일한 처치를 하면 빠르게 부종이 발생하고 그 결과 실어증이 발생할 수 있다. 슈바인푸르트 등은 신생아 성대의 높은 히알루론산 함량과 분포가 신생아 울음 내구성과 직접적으로 관련이 있다는 가설을 제시했다. 신생아 성대 구성의 이러한 차이는 고유판이 성대 인대가 없는 균일한 구조라는 사실 외에도 신생아가 소리를 명확하게 발음할 수 없는 이유가 될 것이다. 발성에 필요한 층상 구조는 유아기부터 청소년기까지 발달하기 시작한다.
신생아의 라인케 공간에 있는 섬유모세포는 미성숙하며, 타원형 모양을 보이고 핵-세포질 비율이 크다. 전자 현미경으로 보면 거친세포질그물과 골지체는 잘 발달되어 있지 않아 세포가 휴지기에 있음을 나타낸다. 신생아 성대의 교원섬유와 세망섬유는 성인 성대보다 적어 성대 조직의 미성숙을 더한다.
유아기에는 마쿨라 플라바(macula flava)에서 라인케 공간(Reinke's space)까지 많은 섬유 성분이 확장되는 것이 관찰되었다. 피브로넥틴은 신생아와 유아의 라인케 공간에 매우 풍부하다. 피브로넥틴은 교원 섬유의 방향성 침착을 위한 틀 역할을 하여 교원 섬유를 안정화시키는 것으로 여겨지는 당단백질이다. 또한 피브로넥틴은 탄력 조직 형성의 골격 역할을 한다. 세망 섬유와 교원 섬유는 고유판 전체에 걸쳐 성대 가장자리를 따라 뻗어 있는 것이 관찰되었다. 라인케 공간의 피브로넥틴은 이러한 섬유들을 유도하고 섬유 침착을 유도하는 것으로 보였다. 탄력 섬유는 유아기 동안 드물고 미성숙한 상태로 남아 있었으며, 대부분 미세섬유로 이루어져 있었다. 유아 라인케 공간의 섬유모세포는 여전히 드물었지만 방추형이었다. 그들의 거친세포질그물과 골지체는 여전히 잘 발달되어 있지 않아, 형태 변화에도 불구하고 섬유모세포는 여전히 대부분 휴지기에 있음을 나타냈다. 섬유모세포 근처에서 새로 방출된 물질은 거의 관찰되지 않았다. 유아의 라인케 공간의 기질 함량은 시간이 지남에 따라 감소하는 것으로 보였고, 섬유 성분 함량은 증가하여 성대 구조가 점차 변화했다.

### 어린이
유아의 고유판은 성인의 세 층과 달리 한 층으로만 구성되어 있으며, 성대 인대가 없다. 성대 인대는 약 4세경부터 어린이에게 나타나기 시작한다. 6세에서 12세 사이에 고유판에 두 층이 나타나며, 성인과 같은 표층, 중간층, 심층을 가진 성숙한 고유판은 청소년기가 끝나야 나타난다. 성대 진동은 성대 포먼트의 기초가 되므로, 이러한 조직층의 유무는 성인과 소아 집단 간의 포먼트 수 차이에 영향을 미친다. 여성의 목소리는 어린이보다 세 음 낮고 5~12개의 포먼트를 가지는 반면, 소아의 목소리는 3~6개의 포먼트를 가진다.
성대 주름의 길이는 태어날 때 약 6~8mm이며, 사춘기가 되면 성인 길이인 8~16mm로 자란다. 유아의 성대 주름은 절반은 막성 또는 앞성문이고, 절반은 연골성 또는 뒤성문이다. 성인의 성대 주름은 약 5분의 3이 막성이고 5분의 2가 연골성이다.

### 사춘기
사춘기는 보통 2~5년간 지속되며, 일반적으로 12세에서 17세 사이에 발생한다. 사춘기 동안 목소리 변화는 성호르몬에 의해 조절된다. 사춘기 여성의 경우 성대 근육이 약간 두꺼워지지만, 매우 유연하고 좁은 상태를 유지한다. 또한 편평 점막은 성대 자유 가장자리에서 세 가지 뚜렷한 층(고유판)으로 분화된다. 성문하 및 성문상 샘 점막은 에스트로겐과 프로게스테론에 의존적으로 호르몬의 영향을 받는다. 여성의 경우 에스트로겐과 프로게스테론의 작용은 모세혈관 투과성을 증가시켜 혈관 내 액체가 간질 공간으로 통과하도록 하고 샘 분비물도 변형시켜 혈관외 공간에 변화를 일으킨다. 에스트로겐은 표층의 박리 효과를 감소시켜 점막에 비대 및 증식 효과를 나타낸다. 갑상샘 호르몬도 성대의 동적 기능에 영향을 미친다.(하시모토 갑상샘염은 성대의 수분 균형에 영향을 미친다). 프로게스테론은 점막에 항증식 효과를 나타내고 박리를 촉진한다. 이는 성대 상피에서 월경과 유사한 주기를 유발하고 샘 상피의 분비물 감소와 함께 점막을 건조하게 만든다. 프로게스테론은 이뇨 효과가 있고 모세혈관 투과성을 감소시켜 세포외액이 모세혈관 밖으로 빠져나가지 못하게 하여 조직 울혈을 유발한다.
고환에서 분비되는 안드로겐인 테스토스테론은 사춘기 동안 남성의 후두 연골과 근육에 변화를 일으키며, 성 지정에서 여성으로 지정된 사람이나 간성 (성) 개인, 그리고 남성화 호르몬 요법을 받는 안드로겐 결핍자에게는 그 정도가 약하다. 여성의 경우 안드로겐은 주로 부신겉질과 난소에서 분비되며 충분히 높은 농도로 존재하면 돌이킬 수 없는 남성화 효과를 나타낼 수 있다. 남성의 경우 안드로겐은 남성 성욕에 필수적이다. 근육에서는 뼈대근육의 지방 세포를 감소시키고 전신 지방량을 감소시키면서 가로무늬근의 비대를 유발한다. 안드로겐은 소년의 목소리가 성인 남성의 목소리로 변하는 데 가장 중요한 호르몬이며, 여성화후두성형술과 같은 재건 수술 없이는 변화가 되돌릴 수 없다. 성대가 포함된 갑상연골 돌출이 나타나고, 성대 주름이 길어지고 둥글어지며, 고유판에 세 가지 뚜렷한 층이 형성되면서 상피가 두꺼워진다. 이러한 변화는 수술 없이는 되돌릴 수 없지만, 후두융기 또는 아담의 사과로도 알려진 갑상선/후두 돌출은 기관 삭발 또는 여성화후두성형술을 통해 잠재적으로 줄일 수 있다.

### 성인기
사람의 성대는 후두에 위치한 한 쌍의 구조물로, 기관 바로 위에 있으며, 발성 시 진동하고 서로 접촉한다. 사람의 성대는 길이가 대략 12~24mm이고 두께는 3~5mm이다. 조직학적으로 사람의 성대는 5개의 다른 층으로 구성된 층상 구조이다. 성대의 주요 부분인 성대근은 상피와 고유판으로 구성된 점막으로 덮여 있다. 고유판은 세 개의 층으로 세분화된 유연한 결합 조직층이다: 표층(SL), 중간층(IL), 심층(DL). 층 구별은 세포 함량 또는 세포외기질(세포외기질) 함량의 차이를 통해 이루어진다. 가장 일반적인 방법은 세포외기질 함량을 보는 것이다. SLP는 다른 두 층보다 탄력 섬유와 교원 섬유가 적어서 더 느슨하고 유연하다. ILP는 대부분 탄력 섬유로 구성되어 있고, DLP는 탄력 섬유가 적고 교원 섬유가 더 많다. 성대 인대라고 알려진 이 두 층에서는 탄력 섬유와 교원 섬유가 거의 성대 가장자리와 평행하게 뻗어 있는 다발로 밀집되어 있다.
사람이 나이가 들면서 고유판의 탄력소 함량이 꾸준히 증가하며(탄력소는 노란색 경단백질로, 탄력 결합 조직의 필수 구성 요소이다), 탄력소 섬유의 교차 분기로 인해 고유판의 팽창 능력이 감소한다. 무엇보다도 이는 성숙한 목소리가 오페라의 혹독한 요구에 더 적합하게 만든다.
성대 LP의 세포외기질은 콜라겐과 탄력소와 같은 섬유성 단백질과 비황산화 글리코사미노글리칸인 히알루론산과 같은 간질 분자로 구성된다. SLP는 탄력 및 교원 섬유가 비교적 적지만, ILP와 DLP는 주로 이러한 섬유로 구성되어 있으며, 성대근에 가까워질수록 탄력 섬유 농도는 감소하고 교원 섬유 농도는 증가한다. 섬유성 단백질과 간질 분자는 세포외기질 내에서 다른 역할을 수행한다. 콜라겐(주로 I형)은 조직에 강도와 구조적 지지를 제공하여 스트레스를 견디고 힘을 받을 때 변형에 저항하는 데 유용하며, 탄력 섬유는 조직에 탄성을 부여하여 변형 후 원래 모양으로 돌아갈 수 있도록 한다. HA와 같은 간질 단백질은 성대 조직에서 중요한 생물학적 및 기계적 역할을 한다. 성대 조직에서 히알루론산은 조직 점성에 영향을 미치는 전단-얇아짐제, 공간 충전제, 충격 흡수제 역할을 하며 상처 치유 및 세포 이동 촉진제 역할도 한다. 이러한 단백질과 간질 분자의 분포는 연령과 성별 모두에 영향을 받는 것으로 입증되었으며, 섬유모세포에 의해 유지된다.

#### 성숙
성인의 성대 구조는 신생아의 성대 구조와 상당히 다르다. 신생아의 미성숙한 단일층 성대가 성인의 세 층 조직으로 어떻게 성숙하는지는 아직 알려지지 않았지만, 몇몇 연구에서 이 주제를 조사하여 일부 답을 제시했다.
히라노 등은 신생아가 진정한 고유판을 가지고 있지 않고, 대신 느슨한 성대 조직의 앞쪽과 뒤쪽 끝에 위치한 마쿨라 플라바(maculae flavae)라고 불리는 세포 영역을 가지고 있다는 것을 이전에 발견했다. 보슬리와 하트닉은 소아 성대 고유판의 발달과 성숙을 조사했다. 하트닉은 세포 농도의 변화를 통해 각 층을 정의한 최초의 연구자였다. 그는 또한 출생 시와 직후의 고유판 단일층이 과도하게 세포화되어 있음을 발견하여 히라노의 관찰을 확인했다. 2개월경에는 성대가 뚜렷한 세포 농도를 가진 이중층 구조로 분화하기 시작했으며, 표층은 깊은 층보다 세포 밀도가 낮았다. 11개월경에는 일부 검체에서 다시 다른 세포 밀도를 가진 세 층 구조가 나타나기 시작했다. 표층은 여전히 저세포성이었으며, 그 다음으로 중간의 더 과도한 세포층이 있었고, 성대근 바로 위에는 더 깊은 과도한 세포층이 있었다. 성대가 조직화되기 시작하는 것처럼 보이지만, 이는 층이 탄력소 및 콜라겐 섬유 구성의 차이로 정의되는 성인 조직에서 볼 수 있는 삼층 구조를 나타내지 않는다. 7세경에는 모든 검체에서 세포 밀도를 기반으로 한 세 층 성대 구조를 보여준다. 이 시점에서 표층은 여전히 저세포성이었고, 중간층은 과도한 세포성이었으며, 또한 더 많은 탄력소 및 콜라겐 섬유 함량을 가지고 있었고, 깊은 층은 세포 밀도가 낮았다. 다시 말하지만, 이 단계에서 층들 간에 보이는 구별은 성인 조직에서 볼 수 있는 것과 비교할 수 없다. 성대의 성숙은 13세 이전에는 나타나지 않았으며, 이때 층은 세포 밀도 차이보다는 섬유 구성 차이로 정의될 수 있었다. 이제 패턴은 저세포성 표층, 그 다음으로 주로 탄력소 섬유로 구성된 중간층, 그리고 주로 콜라겐 섬유로 구성된 더 깊은 층을 보여준다. 이 패턴은 17세 이상까지의 오래된 검체에서도 볼 수 있다. 이 연구는 미성숙한 성대에서 성숙한 성대로의 진화를 보는 좋은 방법을 제공하지만, 그 이면에 있는 메커니즘은 여전히 설명하지 못한다.

#### 마쿨라 플라바
마쿨라 플라바는 성대 막성 부분의 앞쪽과 뒤쪽 끝에 위치한다. 마쿨라 플라바의 조직학적 구조는 독특하며, 사토와 히라노는 이것이 성대의 성장, 발달 및 노화에 중요한 역할을 할 수 있다고 추측했다. 마쿨라 플라바는 섬유모세포, 기질 물질, 탄성 및 콜라겐 섬유로 구성되어 있다. 섬유모세포는 많았고 방추형 또는 별모양이었다. 섬유모세포는 활성 상태에 있는 것으로 관찰되었으며, 표면에 새로 방출된 무형 물질이 일부 존재했다. 생체역학적 관점에서 마쿨라 플라바의 역할은 매우 중요하다. 히라노와 사토의 연구는 마쿨라 플라바가 성대 섬유 구성 요소의 합성을 담당한다고 제안했다. 섬유모세포는 주로 섬유 다발을 따라 성대 인대의 방향으로 정렬되어 있는 것이 발견되었다. 이는 발성 시 기계적 스트레스가 섬유모세포가 이러한 섬유를 합성하도록 자극한다는 것을 시사했다.

#### 발성의 영향
인간 성대 고유판의 점탄성 특성은 진동에 필수적이며, 세포외기질의 구성과 구조에 따라 달라진다. 성인 성대는 세포외기질 분포의 층별 차이에 기반한 층상 구조를 가지고 있다. 반면 신생아는 이러한 층상 구조가 없다. 신생아의 성대는 균일하고 미성숙하여 점탄성 특성이 발성에 적합하지 않을 가능성이 높다. 히알루론산은 성대 생체역학에 매우 중요한 역할을 한다. 실제로 히알루론산은 발성에 필요한 최적의 조직 점도를 유지하는 데 기여할 뿐만 아니라 주파수 제어에 필요한 최적의 조직 경도를 유지하는 데에도 기여하는 세포외기질 분자로 설명되었다. CD44는 HA의 세포 표면 수용체이다. 섬유모세포와 같은 세포는 세포외기질 분자를 합성하는 역할을 한다. 세포 표면 기질 수용체는 세포-기질 상호작용을 통해 세포에 피드백을 제공하여 세포가 대사를 조절할 수 있도록 한다.
사토 등은 음성이 사용되지 않은 인간 성대의 조직 병리학적 조사를 수행했다. 출생 이후 음성이 사용되지 않은 세 젊은 성인(17, 24, 28세)의 성대 점막을 광학 및 전자 현미경으로 관찰했다. 그 결과 성대 점막은 저형성 및 미숙했으며, 신생아와 마찬가지로 성대 인대, 라인케 공간, 또는 층상 구조를 가지고 있지 않았다. 신생아처럼 고유판은 균일한 구조로 나타났다. 마쿨라 플라바(macula flava)에는 일부 별모양세포가 있었지만 퇴행성 징후를 보이기 시작했다. 별모양세포는 더 적은 세포외기질 분자를 합성했으며, 세포질 돌기는 짧고 수축되는 것으로 나타나 활동성 감소를 시사했다. 이러한 결과는 발성이 별모양세포를 자극하여 더 많은 세포외기질을 생산하도록 한다는 가설을 확인한다.
또한, 특별히 설계된 생체 반응기를 사용하여 타이츠 등은 기계적 자극에 노출된 섬유모세포가 기계적 자극에 노출되지 않은 섬유모세포와 다른 수준의 세포외기질 생산을 한다는 것을 보여주었다. 피브로넥틴, MMP1, 데코린, 피브로모듈린, 히알루론산 합성효소 2, CD44와 같은 세포외기질 구성 성분의 유전자 발현 수준이 변경되었다. 이러한 모든 유전자는 세포외기질 리모델링에 관여하므로, 조직에 가해지는 기계적 힘이 세포외기질 관련 유전자의 발현 수준을 변경하고, 이는 다시 조직 내 세포가 세포외기질 구성 성분 합성을 조절할 수 있도록 하여 조직의 구성, 구조 및 생체역학적 특성에 영향을 미친다는 것을 시사한다. 결국, 세포 표면 수용체는 주변 세포외기질에 대한 피드백을 세포에 제공함으로써 루프를 닫고, 세포의 유전자 발현 수준에도 영향을 미친다.

#### 호르몬의 영향
다른 연구들은 호르몬이 성대 성숙에 중요한 역할을 한다는 것을 시사한다. 호르몬은 혈류로 분비되어 다양한 표적 부위에 전달되는 분자이다. 호르몬은 일반적으로 다양한 장기나 조직의 성장, 분화 및 기능을 촉진한다. 호르몬의 효과는 세포 내 수용체에 결합하여 유전자 발현을 조절하고 이어서 단백질 합성을 조절하는 능력 때문이다. 내분비계와 유방, 뇌, 고환, 심장, 뼈 등과 같은 조직 간의 상호작용은 광범위하게 연구되고 있다. 후두가 호르몬 변화에 어느 정도 영향을 받는다는 것이 분명히 밝혀졌지만, 이러한 관계를 밝히는 연구는 거의 없다. 호르몬 변화가 목소리에 미치는 영향은 남성과 여성의 목소리, 또는 사춘기 동안 변하는 청소년의 목소리를 들을 때 분명히 볼 수 있다. 사실, 사춘기 이전 단계의 호르몬 수용체 수는 다른 연령대보다 더 높다고 여겨진다. 월경 또한 목소리에 영향을 미치는 것으로 나타났다. 사실, 가수들은 월경 전 기간 동안 목소리 질이 저하되기 때문에 공연을 하지 않도록 지도자들로부터 권장된다.
성대 발성 기능은 태어날 때부터 노년기까지 변하는 것으로 알려져 있다. 가장 중요한 변화는 출생부터 사춘기까지의 발달기와 노년기에 발생한다. 히라노 등은 이전에 성대 조직에서 노화와 관련된 여러 구조적 변화를 설명했다. 이러한 변화 중 일부는 남성 성대의 막성 부분 단축, 여성 성대 점막 및 덮개의 비후, 그리고 양성 모두에서 표층 고유판에 부종 발생이다. 해몬드 등은 성대 고유판의 히알루론산 함량이 여성보다 남성에서 유의하게 높다는 것을 관찰했다. 이러한 모든 연구에서 인간 성대에서 성별 및 연령과 관련된 명확한 구조적 및 기능적 변화가 나타났지만, 이러한 변화의 근본 원인을 완전히 밝혀내지는 못했다. 사실, 최근 몇몇 연구만이 성대 내 호르몬 수용체의 존재와 역할을 살펴보기 시작했다. 뉴먼 등은 성대 내에 실제로 호르몬 수용체가 존재하며, 연령 및 성별에 따라 통계적 분포 차이를 보인다는 것을 발견했다. 그들은 성대 상피 세포, 과립 세포 및 섬유모세포에서 안드로겐, 에스트로겐 및 황체 호르몬 수용체의 존재를 확인했으며, 이는 성대에서 나타나는 일부 구조적 변화가 호르몬 영향 때문일 수 있음을 시사한다. 이 특정 연구에서는 안드로겐 및 황체 호르몬 수용체가 여성보다 남성에서 더 흔하게 발견되었다. 다른 연구에서는 에스트로겐/안드로겐 비율이 폐경 시 관찰되는 목소리 변화의 부분적인 원인일 수 있다고 제안되었다. 이전에 언급했듯이, 해몬드 등은 남성의 성대에서 히알루론산 함량이 여성보다 높다는 것을 보여주었다. 벤틀리 등은 원숭이에서 관찰되는 성 피부 부종이 히알루론산 함량 증가 때문이며, 이는 실제로 피부 섬유모세포의 에스트로겐 수용체에 의해 매개된다는 것을 입증했다. 피부 섬유모세포의 에스트로겐 수용체에 의해 매개되는 콜라겐 생합성 증가 또한 관찰되었다. 연령과 성별에 따라 호르몬 수준과 성대 내 세포외기질 분포 간의 연관성이 있을 수 있다. 특히 남성에서 높은 호르몬 수준과 높은 히알루론산 함량 간의 연관성이 인간 성대 조직에 존재할 수 있다. 호르몬 수준과 성대 세포외기질 생합성 간의 관계는 확립될 수 있지만, 이 관계의 세부 사항과 영향 메커니즘은 아직 밝혀지지 않았다.

### 노년기
노년기에는 고유판 표층이 얇아진다. 노화가 진행됨에 따라 성대는 상당한 성별 특이적 변화를 겪는다. 여성의 후두에서는 노화와 함께 성대 덮개가 두꺼워진다. 고유판의 표층은 부종이 더 심해지면서 밀도를 잃는다. 고유판의 중간층은 남성에서만 위축되는 경향이 있다. 남성 성대의 고유판 심층은 콜라겐 침착 증가로 인해 두꺼워진다. 성대근은 남성과 여성 모두에서 위축된다. 그러나 목소리 장애가 있는 노인 환자의 대다수는 생리적 노화 단독보다는 노화와 관련된 질병 과정을 겪는다.

## 기능

### 진동

움직이는 성대 주름

후두는 말하기에서 소리의 주요(그러나 유일한 것은 아닌) 원천으로, 성대 주름의 리듬적인 개폐를 통해 소리를 생성한다. 진동하기 위해 성대 주름은 충분히 가까이 붙여져서 후두 아래에 공기압이 형성된다. 증가된 성문하 압력에 의해 주름이 벌어지며, 각 주름의 아래 부분이 위 부분을 이끈다. 이러한 파도와 같은 움직임은 공기 흐름에서 성대 조직으로 에너지를 전달한다. 적절한 조건에서 조직으로 전달되는 에너지는 소실에 의한 손실을 극복하기에 충분히 커서 진동 패턴이 스스로 유지된다. 본질적으로 소리는 후두에서 일정한 공기 흐름을 작은 소리 파동 덩어리로 잘라내어 생성된다.
사람 목소리의 인지되는 음높이는 여러 다른 요인에 의해 결정되는데, 가장 중요한 것은 후두에서 생성되는 소리의 기본 주파수이다. 기본 주파수는 성대 주름의 길이, 크기, 긴장에 영향을 받는다. 이 주파수는 성인 남성에서 약 125 헤르츠, 성인 여성에서 210Hz, 어린이에서 300Hz 이상이다. 심도 운동 기록법은 성대 주름의 복잡한 수평 및 수직 움직임을 시각화하는 영상 방법이다.
성대 주름은 고조파가 풍부한 소리를 생성한다. 고조파는 성대 주름 자체의 충돌, 일부 공기의 기관을 통한 재순환, 또는 이 둘 모두에 의해 생성된다. 일부 가수들은 이러한 고조파 중 일부를 분리하여 동시에 두 개 이상의 음높이로 가창하는 것처럼 들리게 할 수 있는데, 이를 배음 창법 또는 투바 목소리 노래와 같은 목소리 노래 기법이라고 한다.

## 임상적 중요성

### 병변
대부분의 성대 병변은 주로 성대 덮개에서 발생한다. 기저층이 고정 섬유로 상피를 고유판 표층에 고정하기 때문에 이곳은 손상이 흔하게 발생하는 부위이다. 만약 사람이 음성 외상이나 습관성 음성 과기능, 즉 압력 발성을 겪으면 기저층의 단백질이 전단되어 성대 손상이 발생할 수 있으며, 이는 일반적으로 결절이나 용종으로 나타나 덮개의 질량과 두께를 증가시킨다. 앞성문의 편평 세포 상피도 흡연으로 인한 후두암이 자주 발생하는 부위이다.

### 라인케 부종
성대 병리 중 하나인 라인케 부종은 고유판 표층 또는 라인케 공간에 비정상적인 액체 축적으로 인한 부기이다. 이로 인해 성대 점막이 느슨한 양말처럼 흐느적거리며 과도하게 움직이는 것처럼 보인다. 액체 증가로 인한 성대의 질량 증가는 발성 시 기본 주파수를 낮춘다.

### 상처 치유
상처 치유는 진피 및 표피 조직의 자연 재생 과정으로, 일련의 생화학적 사건을 포함한다. 이러한 사건들은 복잡하며 염증, 증식, 조직 리모델링의 세 단계로 분류할 수 있다. 성대 상처 치유에 대한 연구는 인간 성대 이용 가능성의 제한으로 인해 동물 모델에 대한 연구만큼 광범위하지 않다. 성대 손상은 만성 과사용, 화학적, 열적, 기계적 외상(흡연, 후두암, 수술 등)을 포함한 여러 원인으로 발생할 수 있다. 용종, 성대 결절 및 부종과 같은 다른 양성 병리학적 현상도 음성 장애를 유발한다.
인간 성대에 대한 모든 손상은 무질서한 콜라겐 침착과 궁극적으로 흉터 조직 형성을 특징으로 하는 상처 치유 과정을 유발한다. 베르돌리니와 그녀의 연구팀은 손상된 토끼 성대 모델의 급성 조직 반응을 감지하고 설명하고자 했다. 그들은 급성 상처 치유와 관련된 두 가지 생화학적 표지자인 인터루킨 1과 프로스타글란딘 E2의 발현을 정량화했다. 그들은 손상된 성대에서 수집된 이러한 염증 매개체의 분비가 정상 성대보다 유의하게 높다는 것을 발견했다. 이 결과는 IL-1과 PGE-2의 상처 치유 기능에 대한 이전 연구와 일치했다. 성대 상처 발생 시 염증 반응의 시간적 및 크기 조사는 흉터 형성을 최소화하기 위한 치료 목표를 개발하는 데 임상의에게 유용하게 적용될 수 있는 후속 병리학적 사건을 밝히는 데 도움이 될 수 있다. 성대 상처 치유의 증식 단계에서 히알루론산과 콜라겐 생산의 균형이 맞지 않아 히알루론산 수치가 정상보다 낮으면 콜라겐의 섬유화가 조절되지 않는다. 그 결과, 재생형 상처 치유는 흉터 형성으로 이어진다. 흉터는 성대 가장자리의 변형, 지방다당류 점성 및 경직의 파괴로 이어질 수 있다. 성대 흉터로 고통받는 환자들은 발성 노력 증가, 음성 피로, 숨 가쁨, 그리고 발성곤란증을 호소한다. 성대 흉터는 초기 단계에서 진단하기 어렵고 성대의 기능적 필요성이 섬세하기 때문에 이비인후과 의사에게 가장 어려운 문제 중 하나이다.

## 용어
성대 주름은 흔히 성대(vocal cords)라고 불리며, 드물게는 성대 편(vocal flaps)이나 성대 띠(vocal bands)라고도 불린다. 성대(vocal cords)라는 용어는 1741년 프랑스 해부학자 앙투안 페랭이 만들었다. 그는 인간의 목소리를 바이올린에 비유하면서, 움직이는 공기가 cordes vocales에 활처럼 작용한다고 가정했다. 영어에서 대체 철자는 vocal chords인데, 이는 음악적 함축 때문이거나 현 (기하학)이라는 단어의 기하학적 정의와 혼동되어 생긴 것일 수 있다. 두 철자 모두 역사적 선례가 있지만, 표준 미국 철자는 cords이다. 학술지 논문부터 편집되지 않은 글과 블로그 게시물까지 모든 것을 포함하는 21세기 텍스트 데이터베이스인 옥스퍼드 영어 코퍼스에 따르면, 현대 작가들은 비표준적인 chords를 cords 대신 49%의 비율로 선택한다. cords 철자는 영국과 호주에서도 표준이다.
음성학에서는 vocal cords보다 vocal folds를 더 정확하고 설명적이라는 이유로 선호한다.

## 같이 보기
틀:Anatomy-terms
- 후두융기
- 전기성문도검사
- 성구
- 가성
- 성대 플라이 레지스터
- 성대 기능 장애
- 보컬로지
- 조음음성학
- 후두경련

## 추가 이미지

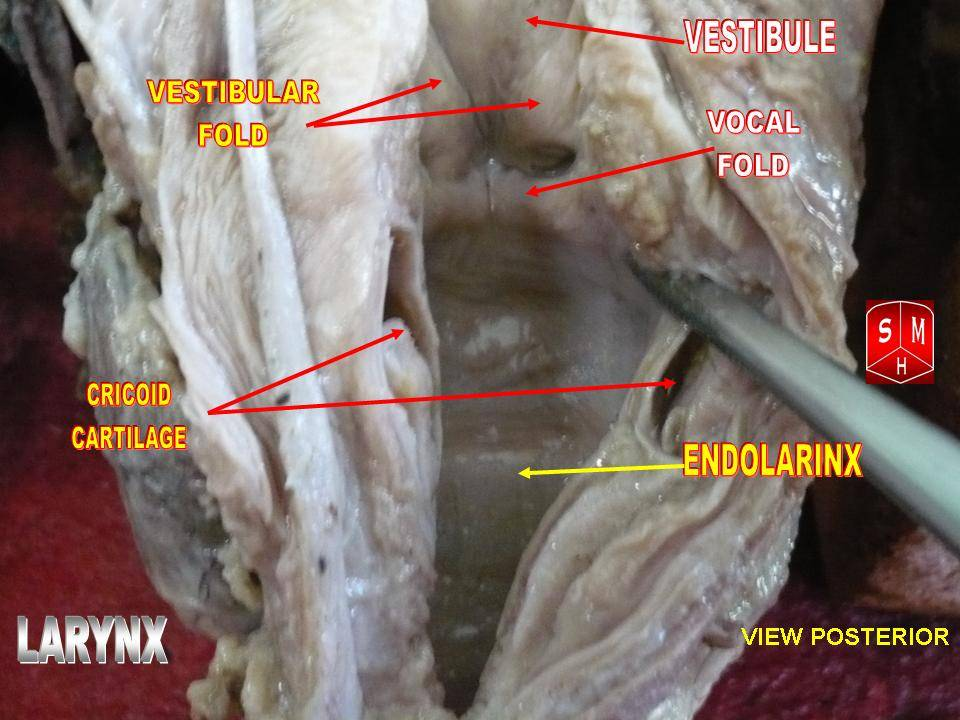
성대 주름.
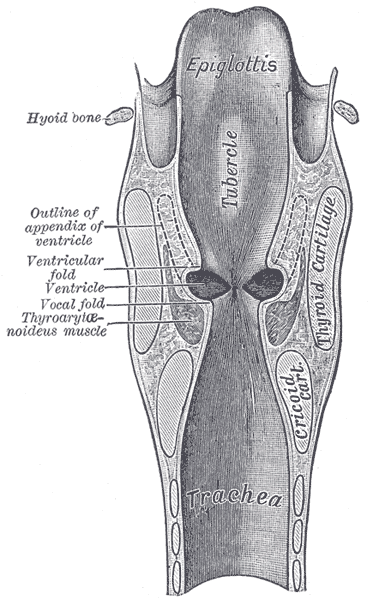
후두와 기관 상부의 관상면 단면.
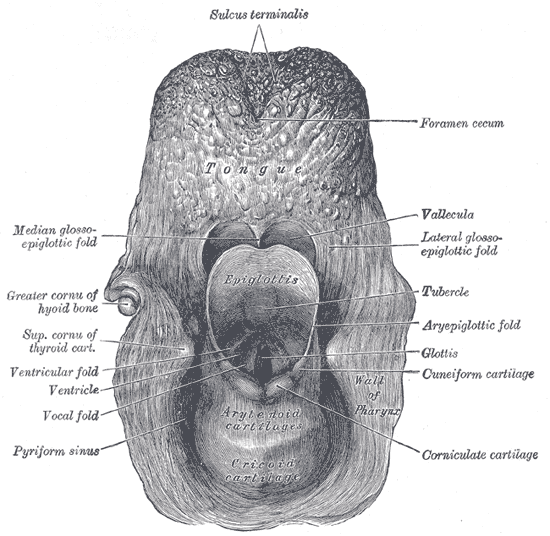
뒤에서 본 후두 입구.
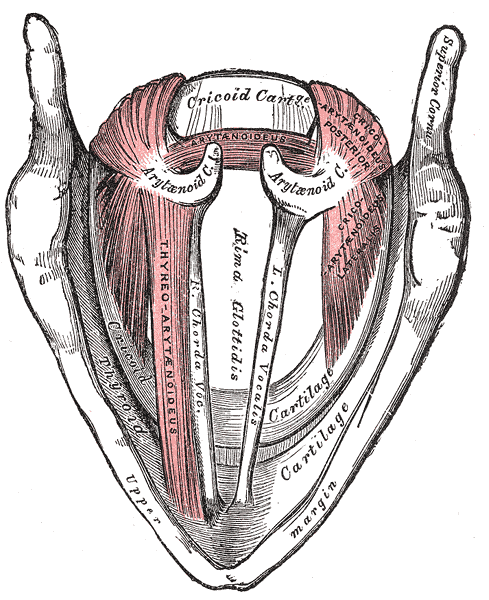
위에서 본 후두 근육.